# Клайд (Огайо)
Клайд (англ. Clyde) — місто (англ. city) в США, в окрузі Сендаскі штату Огайо. Населення — 6294 особи (2020).

## Географія
Клайд розташований за координатами 41°18′19″ пн. ш. 82°58′43″ зх. д. / 41.30528° пн. ш. 82.97861° зх. д. (41.305172, -82.978705).  За даними Бюро перепису населення США в 2010 році місто мало площу 13,19 км², з яких 13,06 км² — суходіл та 0,13 км² — водойми.

## Демографія
Згідно з переписом 2010 року, у місті мешкало 6325 осіб у 2484 домогосподарствах у складі 1687 родин. Густота населення становила 479 осіб/км².  Було 2707 помешкань (205/км²).
Расовий склад населення:
| - 94,4 % — білих - 0,6 % — чорних або афроамериканців - 0,4 % — азіатів - 0,3 % — корінних американців - 1,5 % — осіб інших рас |

До двох чи більше рас належало 2,7 %. Частка іспаномовних становила 5,9 % від усіх жителів.
За віковим діапазоном населення розподілялося таким чином: 26,3 % — особи молодші 18 років, 59,9 % — особи у віці 18—64 років, 13,8 % — особи у віці 65 років та старші. Медіана віку мешканця становила 37,4 року. На 100 осіб жіночої статі у місті припадало 95,1 чоловіків;  на 100 жінок у віці від 18 років та старших — 91,2 чоловіків також старших 18 років.
Середній дохід на одне домашнє господарство  становив 57 213 долари США (медіана — 44 982), а середній дохід на одну сім'ю — 66 566 доларів (медіана — 55 290). Медіана доходів становила 50 064 долари для чоловіків та 31 071 долар для жінок. За межею бідності перебувало 15,2 % осіб, у тому числі 16,8 % дітей у віці до 18 років та 7,9 % осіб у віці 65 років та старших.
Цивільне працевлаштоване населення становило 3170 осіб. Основні галузі зайнятості: виробництво — 32,0 %, освіта, охорона здоров'я та соціальна допомога — 25,2 %, мистецтво, розваги та відпочинок — 8,9 %, транспорт — 8,8 %.